# 42. п. н. е.

## Догађаји
- Битка код Филипа

## Рођења
- 16. новембар — Тиберије, римски цар

## Смрти
- 3. октобар — Гај Касије Лонгин, римски племић
- 23. октобар — Марко Јуније Брут, римски политичар, вођа завереника који су 44. п. н. е. убили Јулија Цезара.[1]
- Гај Антоније, римски генерал и брат Марка Антонија